# 正未來黨
正未來黨（韩语：／ Bareunmiraedang；也译作正確未來黨）是大韓民國的一个中間偏右政黨，曾為韓國第三大黨。該黨由中間派的國民之黨和中間偏右至右翼的正黨合併而成，2020年与民主和平党、代案新党合并为民生党而解散。

## 名稱
政黨名稱一開始宣布為「未來黨」，然而2018年2月5日中央選舉委員會審查時發現一個名為「我們未來黨」的院外政黨已經申請使用「未來黨」為該黨的簡稱，所以合併黨的新名被選委會駁回。

## 歷史
2017年大韓民國總統選舉中，國民之黨候選人安哲秀、正黨候選人劉承旼雙雙落敗，選後二人先後擔任兩黨代表（自由韓國黨候選人洪準杓也在敗選後擔任代表，使2018年韓國地方選舉一度成為總統選舉的「敗部復活戰」）。選前國民之黨曾指控文在寅的兒子「特權就業」，選後被證實該黨提供的證據為捏造，支持度一落千丈，位處韓國五大政黨之末，甚至面臨滅黨危機；另一方面，保守派的正黨也面臨新一波分裂、出走（選前選後各一波，均回歸自由韓國黨），同屬保守陣營的正黨與自由韓國黨之間內鬨不斷。為迎接即將到來的選戰，安哲秀、劉承旼各自當選兩黨代表後開始推動合併，然而朴智元、鄭東泳、千正培等國民之黨要員紛紛表示反對，脫離國民之黨並另創民主和平黨與統合派分道揚鑣。在兩黨確定合併後，正黨成員、前首爾市長吳世勳也宣布退出正黨，不加入未來黨；另一位同屬正黨溫和保守派的濟州知事元喜龍也宣布以無黨籍參選。在該場選舉中，正未來黨在廣域團體首長、基礎團體首長選舉中一席未得，遭遇重挫，參選首爾市長的安哲秀也落居第三，共同代表朴柱宣、劉承旼也為敗選辭職負責。
2019年4月23日，保守派議員李彦周退黨，並在2020年1月19日創建新政黨向未來前進4.0。
2020年1月，劉承旼等多名议员脱离正未来党，另建立新保守党，1個月後與自由韓國黨合併，成為未來統合黨。
2020年1月29日，安哲秀宣布退出正未来党，並在之後重建國民之黨。
2020年2月24日，正未來黨與代案新黨以及民主和平黨合併為民生黨。

## 黨務組織

### 歷任黨首
| 任次 | 姓名   | 職銜           | 就任日期      | 离任日期      |
| 1    | 劉承旼 | 共同代表       | 2018年2月13日 | 2018年6月14日 |
| 1    | 朴柱宣 | 共同代表       | 2018年2月13日 | 2018年6月15日 |
| 临时 | 金東喆 | 非常對策委員長 | 2018年6月15日 | 2018年9月2日  |
| 2    | 孫鶴圭 | 代表           | 2018年9月3日  | 2020年2月24日 |

### 歷任国会领袖
| 任次 | 姓名   | 職銜     | 就任日期      | 离任日期      |
| 1    | 金東喆 | 院內代表 | 2018年2月13日 | 2018年6月24日 |
| 2    | 金寬永 | 院內代表 | 2018年6月25日 | 2020年2月24日 |

### 合黨促進委員會
2018.01.03 ~ 2018.02.13
- 合黨促進共同委員長：安哲秀、劉承旼
- 人才招聘委員：金中魯（朝鲜语：김중로）、李銅燮（朝鲜语：이동섭）、鄭柄國（朝鲜语：정병국）、李惠薰（朝鲜语：이혜훈）
- 規劃協調委員：李彦周（朝鲜语：이언주）、權垠希（朝鲜语：권은희 (1974년)）、李泰珪（朝鲜语：이태규 (1964년)）、李鶴宰（朝鲜语：이학재 (1964년)）、吳晨煥（朝鲜语：오신환）、鄭雲天（朝鲜语：정운천）
- 總務組之委員：金寬永、金盛東（朝鲜语：김성동 (1954년)）
- 政黨政策委員：蔡利培（朝鲜语：채이배）、池尙昱（朝鲜语：지상욱）
- 政改願景委員：吳世正（朝鲜语：오세정 (교수)）、河泰慶
- 發言人：申容賢（朝鲜语：신용현）、金秀玟（朝鲜语：김수민）、兪義東、閔炫珠（朝鲜语：민현주）

### 初代最高委員會
2018.02.13 ~ 2018.06.15
- 共同代表：劉承旼、朴柱宣（朝鲜语：박주선）
- 院內代表：金東喆（朝鲜语：김동철 (1955년)）
- 秘書長：李泰珪（朝鲜语：이태규 (1964년)）
  - 副秘書長：金盛東（朝鲜语：김성동 (1954년)）
- 政策委員長：池尙昱（朝鲜语：지상욱）
  - 政策首席副議長：蔡利培（朝鲜语：채이배）
- 人才招聘委員長：安哲秀
- 首席發言人：申容賢（朝鲜语：신용현）、兪義東

### 非常對策委員會
2018.06.15 ~ 2018.09.02
- 非常對策委員長：金東喆（朝鲜语：김동철 (1955년)）
- 非常對策委員：金秀玟（朝鲜语：김수민）、吳晨煥（朝鲜语：오신환）、蔡利培（朝鲜语：채이배）、李知泫（朝鲜语：이지현 (1979년)）→金寬永、金秀玟（朝鲜语：김수민）、吳晨煥（朝鲜语：오신환）、蔡利培（朝鲜语：채이배）、李知泫（朝鲜语：이지현 (1979년)）
- 院內代表：金東喆（朝鲜语：김동철 (1955년)）→金寬永
- 秘書長：李泰珪（朝鲜语：이태규 (1964년)）
  - 副秘書長：金盛東（朝鲜语：김성동 (1954년)）
- 政策委員長：池尙昱（朝鲜语：지상욱）→蔡利培（朝鲜语：채이배）（權限代行）
  - 政策首席副議長：蔡利培（朝鲜语：채이배）
- 人才招聘委員長：安哲秀→（空缺）
- 首席發言人：申容賢（朝鲜语：신용현）、兪義東→申容賢（朝鲜语：신용현）

### 次代最高委員會
2018.09.03 ~ 2020.02.24
- 黨代表：孫鶴圭（朝鲜语：손학규）
- 最高委員：河泰慶、李俊錫、權恩嬉（朝鲜语：권은희 (1959년)）、金秀玟（朝鲜语：김수민）
- 院內代表：金寬永
  - 院內首席副代表：兪義東
- 秘書長：吳晨煥（朝鲜语：오신환）
- 政策委員長：蔡利培（朝鲜语：채이배）（權限代行）
  - 政策委員會首席副議長：蔡利培（朝鲜语：채이배）
- 人才招聘委員長：（空缺）
- 首席發言人：金三和（朝鲜语：김삼화）

## 主要選舉記錄

### 歷地方選舉
| 年度   | 選舉 | 廣域團體長 | 廣域自治議員 | 基礎團體長 | 基礎自治議員 | 領袖          |
| ------ | ---- | ---------- | ------------ | ---------- | ------------ | ------------- |
| 2018年 | 7屆  | 0 / 17     | 5 / 824      | 0 / 226    | 21 / 2,927   | 朴柱宣 劉承旼 |